# Tayeb Braikia
Tayeb Braikia (født 8. marts 1974 i Aarhus) er en dansk tidligere cykelrytter og landstræner for Danmarks damelandshold i landevejscykling. Fra 2001 til 2002 kørte han for Lotto-Adecco. Hans foretrukne discipliner var sprint og banecykling.
På banen har han vundet flere danmarksmesterskaber, ligesom han sammen med Jimmi Madsen vandt Københavns seksdagesløb i 1999. I øvrigt det sidste løb der blev kørt i Forum.
Braikia styrtede under spurten ved 1. etape i Vuelta a Murcia 2001, hvor han kom slemt til skade med skulderen. Dette blev også hans sidste løb som professionel. Efterfølgende har han over to perioder været landstræner for det danske banelandshold. I dag bor han på Sjælland hvor han driver en cykelforretning.